# Murray Haszard
Murray Hayden Haszard (né le 11 mai 1954) est un homme d'affaires néo-zélandais qui a fondé les sociétés B32 Software et Binary Research et a été le président de Ilion Technology.
Haszard a épousé Kris MacPherson et ils ont deux enfants. Le mariage a pris fin au milieu des années 1990.

## B32 Software
En 1983, il a été mandaté pour convertir le progiciel de planification des onduleuses Kiwiplan de Kiwi Packaging écrit en Business de Basic Data General vers du Fortran 77 sur un ordinateur Data General MV. Il a constaté que Fortran disposait d'un accès rapide au disque, d'un débogage difficile et de l'impossibilité de partager des fichiers sans utiliser d'appels système, alors que Business Basic disposait d'une arithmétique lente et d'un espace mémoire limité, mais d'un débogage facile et d'une gestion pratique du partage de fichiers.  Après avoir quitté Kiwi Packaging, il a tenté de créer un langage qui partage les vertus des deux. 
B32 Business Basic a mis trois ans à être écrit, mais il était techniquement supérieur à Business Basic de Data General. Haszard s’attendait à ce que le monde finisse par frapper à sa porte, mais les clients potentiels étaient prudents face à l’utilisation d’un nouveau produit et doutaient qu’il puisse être pris en supporté depuis la Nouvelle-Zélande. Avec l'aide notamment de George Henne et de Maxon, un revendeur de logiciels basé à Toronto, B32 a établi une base de clientèle et acquis une réputation de performance dans le monde de Data General. 
La vente et le support de B32 nécessitaient de fréquents et épuisants voyages en Amérique du Nord et en Europe. Haszard a développé son entreprise avec un programmeur supplémentaire, et B32 a continué à se développer et a été porté sur le système d'exploitation Unix. Une filiale de vente et de support technique de B32 Software a ouvert ses portes à Blue Ash, Ohio en 1990, mais les exigences de gestion d’entreprise n’ont fait qu'augmenter.  Haszard ne s'amusait plus, et lorsque son principal concurrent, Transoft lui proposa de le racheter, il accepta. B32 vendu pour US $ 800 000 en février 1992. 

## Binary Research
La nouvelle entreprise de Haszard fut Binary Research, une société composée initialement d'anciens employés de B32. Le premier produit de Binary Research, un utilitaire de transfert de fichiers parallèle, n'a pas réussi à atteindre le seuil de rentabilité sur le marché, mais a abouti au concept d'un programme de clonage de disque : Ghost. 
Ghost a rencontré un vif succès, au moment même où Windows 95 créait une demande pour le clonage de disque. L'énorme croissance d'Internet a rendu le marketing et l'assistance logicielle dans le monde beaucoup plus simple qu'auparavant. Un bureau de vente et d’assistance en Amérique du Nord a été créé et un réseau d’agents s’établit dans le monde entier.  Haszard a fait appel à Grey Treadwell pour l'aider à gérer l'entreprise, et a multiplié ses équipes de programmation. Le stress de la gestion d’une entreprise internationale devint intolérable pour Haszard, qui chercha un acheteur pour Ghost. Symantec a acheté Ghost pour 27,5 millions de dollars américains en juillet 1998. La plupart des employés de Binary Research sont devenus des employés de Symantec. 

## Après Ghost
Haszard a créé Skunkworks Software avec ses employés restants, en produisant un programme appelé "Focus" qu'il décrit comme "PowerPoint sous stéroïdes".  Il s’est également diversifié en concevant des hélices d’avion.  Il a été cité dans le numéro de novembre 2000 du magazine Unlimited : "La montée d'adrénaline que j'ai eu avec Ghost et B32 me manque. Il y avait un vrai combat pour la survie. Cela me manque." 
Haszard a investi dans la société de technologie néo-zélandaise Ilion Technology, qui a vendu du lithium métallique hautement purifié aux fabricants de batteries et développait également ses propres conceptions de batterie avancées. Ilion Technology avait prévu de s’inscrire au NASDAQ en 2000, mais n’a pas pu le faire en raison de la chute des marchés. Ilion s'est retrouvé avec des dépenses beaucoup plus élevées que les revenus et aucune réserve de trésorerie. Haszard et d'autres investisseurs ont maintenu la société à flot lors de sa réorganisation et il est intervenu lorsque le président précédent a perdu la confiance des actionnaires.  Malgré de nouveaux efforts pour financer la société, Ilion Technology a cessé ses activités en 2007 
Haszard est le fondateur et le président de Sprite Software, un logiciel de sauvegarde de périphériques mobiles et de téléphones intelligents. Certains autres développeurs de Binary Research y travaillent également,. 